# Cotti e mangiati
Cotti e mangiati è una sitcom italiana prodotta nel 2006 e trasmessa da Rai 1.

## Produzione
La sitcom, costituita da brevi episodi della durata di 5 minuti, è caratterizzata da una telecamera fissa posizionata nel televisore della cucina - luogo considerato come fulcro della vita casalinga - attraverso cui possiamo osservare tutte le vicende dei protagonisti. La serie è ambientata a Milano.
Cotti e mangiati è prodotta da Rai Fiction e da Magnolia.

## Trama
La famiglia Mancini, residente a Milano, si avvicina all'immagine di molte famiglie italiane: anche loro hanno i problemi come le spese, le bollette e parlano di problematiche più serie, come il razzismo, il lavoro, l'amore, i problemi della gioventù. I due figli, diversi per carattere e vitalità, portano nel luogo più vissuto della casa i problemi e le loro idee.

## Episodi
Cotti e mangiati è andata in onda per prima volta nel luglio del 2006; dapprima nella fascia access, poi nel pomeriggio. Sospesa per via dei bassi ascolti, la sitcom è stata in seguito riprogrammata nel 2008, sempre nella fascia pomeridiana estiva.
| Stagione       | Episodi | Prima TV  |
| -------------- | ------- | --------- |
| Prima stagione | 102     | 2006-2008 |

## Personaggi e interpreti

### Personaggi principali
La sitcom Cotti e mangiati rappresenta la normale vita quotidiana della famiglia Mancini:
- Franco Mancini, interpretato da Flavio Insinna.
È il marito di Silvana e padre di Marco e Alessia. Quarant'anni, di origine romana, gestisce un autonoleggio di sua proprietà.
- Silvana Ferri, interpretata da Marina Massironi.
È la moglie di Franco e la madre di Marco e Alessia. Anch'essa quarantenne, è un'insegnante di lettere.
- Marco Mancini, interpretato da Francesco Brandi.
È il figlio di Franco e Silvana, e fratello di Alessia. Ha 22 anni, ed è uno studente universitario.
- Alessia Mancini, interpretata da Giulia Bertini.
È la figlia di Franco e Silvana, e sorella di Marco. Ha 16 anni, ed è una studentessa liceale.

### Personaggi secondari
Intorno alla famiglia Mancini vi sono molti personaggi che arricchiscono le vicende quotidiane della famiglia e portano buonumore nella loro cucina:
- Izabella "Iza" Biernacka, interpretata da Sara Bertelà.
È la colf polacca.
- Mario Fumagalli, interpretato da Giancarlo Ratti.
È l'antipatico vicino di casa.
- Fiamma Fumagalli, interpretata da Gianna Coletti.
È moglie di Fumagalli, antipatica quanto il marito.
- Michela Ferri, interpretata da Emanuela Grimalda.
È la sorella di Silvana.
- Enzo Mancini, interpretato da Paolo Buglioni.
È il fratello di Franco.
- Massimo Fortunato interpretato da Denny Cecchini.
È il proprietario dell'autonoleggio rivale di Franco.
- Ettore Cimarra interpretato da Andrea Lolli.